# Ibala
Ibala is een geslacht van spinnen uit de familie bodemjachtspinnen (Gnaphosidae).

## Soorten
De volgende soorten zijn bij het geslacht ingedeeld:
- Ibala arcus (Tucker, 1923)
- Ibala bilinearis (Tucker, 1923)
- Ibala bulawayensis (Tucker, 1923)
- Ibala declani Fitzpatrick, 2009
- Ibala gonono Fitzpatrick, 2009
- Ibala hessei (Lawrence, 1928)
- Ibala isikela Fitzpatrick, 2009
- Ibala kaokoensis (Lawrence, 1928)
- Ibala kevini Fitzpatrick, 2009
- Ibala kylae Fitzpatrick, 2009
- Ibala lapidaria (Lawrence, 1928)
- Ibala mabalauta Fitzpatrick, 2009
- Ibala minshullae Fitzpatrick, 2009
- Ibala okorosave Fitzpatrick, 2009
- Ibala omuramba (Lawrence, 1927)
- Ibala quadrativulva (Lawrence, 1927)
- Ibala robinsoni Fitzpatrick, 2009